# Amministrazione militare del Lussemburgo
L'amministrazione militare del Lussemburgo fu istituita nel Lussemburgo occupato dai tedeschi durante la seconda guerra mondiale, ed esistette dall'11 maggio 1940 al 29 luglio 1940 quando l'amministrazione militare fu sostituita con l'area dell'amministrazione civile del Lussemburgo.

## Storia
Il 10 maggio 1940, il diplomatico tedesco Von Radowitz consegnò al segretario generale del governo lussemburghese un memorandum del governo tedesco, affermando che la Germania non aveva intenzione di cambiare l'integrità territoriale o l'indipendenza politica del Granducato. Il giorno successivo fu istituita un'amministrazione militare per il Lussemburgo. Gli interessi lussemburghesi erano rappresentati da una commissione governativa sotto Albert Wehrer, composta da alti funzionari e legittimata dalla Camera dei Deputati. Vi fu un buon rapporto tra questa commissione e le autorità militari, poiché il colonnello Schumacher mostrò un atteggiamento di larghe vedute nei confronti dei problemi del paese e la volontà di risolverli in consultazione con la commissione governativa.
Il 13 luglio 1940, la Volksdeutsche Bewegung (VdB) venne fondata nella città di Lussemburgo sotto la guida di Damian Kratzenberg, un insegnante di tedesco presso l'Athénée de Luxembourg. Il suo obiettivo principale era spingere la popolazione verso una posizione favorevole ai tedeschi per mezzo della propaganda, secondo la politica dell'Heim ins Reich.
Diversi deputati e funzionari di alto rango erano dell'opinione che il Lussemburgo potesse mantenere una certa autonomia sotto l'amministrazione militare, come era accaduto durante la prima guerra mondiale, e furono fatti tentativi per raggiungere una sorta di accordo con la Germania. Tuttavia, le autorità di Berlino chiarirono presto che il destino del Lussemburgo sarebbe stato molto diverso questa volta. I nazisti consideravano il popolo lussemburghese solo un altro gruppo etnico germanico e il Granducato un territorio tedesco. Le autorità militari dovettero lasciare il Lussemburgo entro il 31 luglio 1940, per essere sostituite da un'amministrazione civile sotto Gustav Simon.